# Zigospora

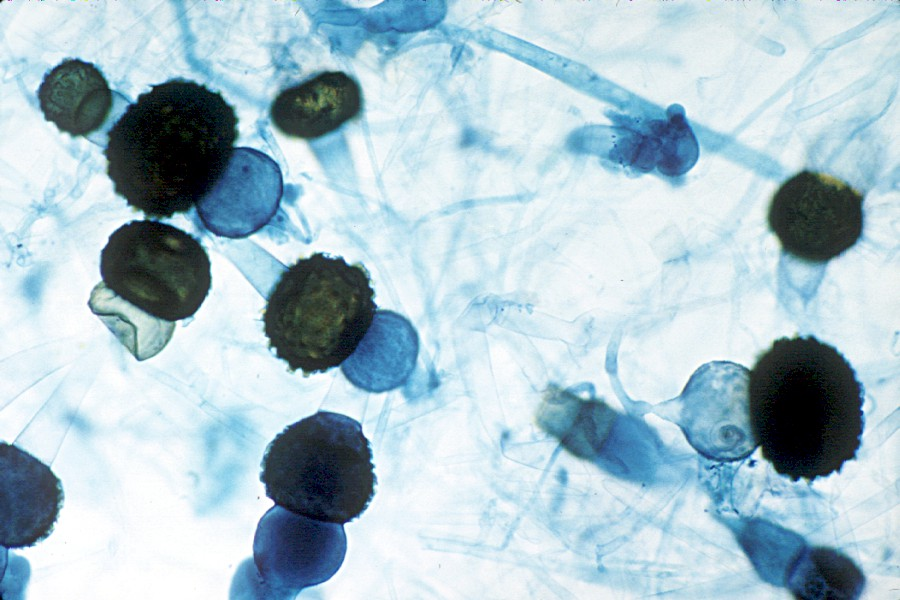
Aquí se puede ver la zigospora.

La zigospora es la parte sexual de un hongo; una clamidospora (chlamydospora) es creada por la fusión de los gametos haploides mediante diversos tipos de acoplamientos. Una zygospora sigue siendo generalmente inactiva durante algún tiempo. Cuando el ambiente es favorable, la zygospora germina y la meiosis ocurre produciendo un esporangio en el extremo de un esporangióforo. El esporangio vierte las esporas. Un hongo que forma zygosporas se llama un zygomycete.
- Datos: Q1938070